# Atelier des Castrucci
Les Castrucci était une famille italienne d’artisans lapidaires, de joailliers, tailleurs de pierres semi précieuses et spécialistes de mosaïque Pietra dura basé à Prague mais originaire de Florence.
Cosimo Castrucci établit un atelier à Prague autour de 1592 à la suite du mécénat de Rodolphe II.
Les Castrucci continuèrent à être connecté avec l’atelier de Florence, l’Opificio delle pietre dure à Florence, ainsi qu’avec l’atelier des Miseroni aussi à Prague.
Ils obtinrent une certaine reconnaissance internationale à la fin du XVIe siècle et début du XVIIe siècle et fournirent la grande noblesse européenne dont l'empereur Rodolphe II et les princes du Lichtenstein. Giovanni Castrucci, fils de Cosimo, fut nommé lapidaire officielle à la cour impériale (Kammer Edelsteinschneider) en 1610 au service de Rodolphe II.

## Artisans notables
- Cosimo Castrucci (actif 1576- 1602)
- Giovanni Castrucci (actif 1598-1615), fils de Cosimo
- Cosimo di Giovanni Castrucci (actif   - 1619), fils de Giovanni
- Giuliano di Piero Pandolfini (Pandolfi) (actif 1615 – 1637), le gendre de Giovanni.